# Weston (thị trấn), Quận Marathon, Wisconsin
Weston là một thị trấn thuộc quận Marathon, tiểu bang Wisconsin, Hoa Kỳ. Năm 2010, dân số của thị trấn này là 610 người.